# Priva socotrana
Priva socotrana es una especie de planta fanerógama perteneciente a la familia Verbenaceae. Es un endemismo de Yemen donde se encuentra en la isla de Socotra. 

## Hábitat y ecología
Es una especie generalizada y común que se encuentra sobre los escarpes y mesetas de piedra caliza, a una altitud de 50-950 metros.

## Taxonomía
Priva socotrana fue descrita por Harold Norman Moldenke y publicado en Repertorium Specierum Novarum Regni Vegetabilis 41: 38. 1936.